# Caracal (gènere)
Caracal és un gènere de mamífers carnívors de la família dels fèlids. Durant molt de temps fou considerat un tàxon monotípic que només contenia el caracal (C. caracal), però estudis més recents han indicat que el gat daurat africà (C. aurata, antigament Profelis aurata) també forma part d'aquest grup. El parent més proper de les espècies de Caracal és el serval; de fet, hi ha fonts que fins i tot el situen en aquest mateix gènere.